# CPKC Stadium
Das CPKC Stadium ist ein Fußballstadion in der US-amerikanischen Stadt Kansas City im Bundesstaat Missouri. Es ist die neue Heimspielstätte des Frauenfußball-Franchise Kansas City Current aus der National Women’s Soccer League (NWSL). Das Stadion am Ufer des Missouri River im Berkley Riverfront Park liegt nahe der Innenstadt und ist die erste, speziell für eine Frauenprofisportmannschaft gebaute, Spielstätte weltweit.

## Geschichte
Von 2013 bis 2017 nahm das Frauenfußball-Franchise des FC Kansas City, zuletzt im Swope Soccer Village, am Spielbetrieb teil und konnte die Meisterschaften der NWSL 2014 und 2015 gewinnen. Nach zwei schlechteren Spielzeiten wurde das Franchise nach der Saison 2017 aufgelöst. Die Lizenz ging an den Utah Royals FC über. Ende 2020 erwarben neue Eigentümer (eine Eigentümergruppe um das Ehepaar Angie und Chris Long sowie Brittany Mahomes und später auch Ehemann Patrick Mahomes, Quarterback der Kansas City Chiefs) die Lizenz zurück, verlegten es wieder nach Kansas City und nannten es Kansas City Current. Ihre erste Saison war es auf dem Field of Legends, das hauptsächlich als Baseballstadion genutzt wird, ansässig. 2022 und 2023 wurden im Children’s Mercy Park, Heimat von Sporting Kansas City aus der Major League Soccer (MLS), die Spiele ausgetragen.
Im September 2021 wurde bekannt, dass ein neues Trainingsgelände für 15 Mio. US-Dollar in einem Vorort gebaut werden soll. Am 26. Oktober 2021 kündigten Ehepaar Long und Brittany Mahomes, im Berkley Riverfront Park den Bau eines, von der Eigentümergruppe privatfinaziertes, Stadion an. Über das 7,08 Acres (rund 2,87 ha) große Grundstück am Missouri River wurde ein Pachtvertrag über 50 Jahre mit dem Binnenhafen Port of Kansas City abgeschlossen. Die neue Spielstätte, zunächst Kansas City Current Stadium genannt, verfügt über 11.500 Plätze, luxuriöse Suiten sowie Bars mit Blick auf das Spielfeld und sollte 117 Mio. US-Dollar kosten. Der Entwurf stammt vom Generator Studio. Er wurde im Mai 2022 leicht modifiziert. Statt der Lichtmasten in den Stadionecken wurde das Flutlicht in das Dach integriert.
Kansas City Current gab am 19. Oktober 2023 bekannt, dass das nordamerikanische Eisenbahnunternehmen Canadian Pacific Kansas City (CPKC) Namenssponsor des Kansas City Current Stadium wird. Es trägt den Namen CPKC Stadium. Der Vertrag hat eine Laufzeit von zehn Jahren.
Eröffnet wurde die Anlage am 16. März 2024 mit der ersten Heimpartie der NWSL-Saison 2024 gegen den Portland Thorns FC vor ausverkauftem Haus. Das erste Tor erzielte Vanessa DiBernardo. Nach einer zwischenzeitlichen Führung von 5:1 endete die Partie mit 5:4 für Kansas City Current.
Das Stadion wurde in die Kategorie Gold der Leadership in Energy and Environmental Design (LEED) für umweltfreundliches, ressourcenschonendes und nachhaltiges Bauen eingestuft. Die Baukosten beliefen sich auf 140 Mio. US-Dollar.